# 死亡循环
《死亡循环》是由Arkane Studios开发，贝塞斯达软件发行的第一人称射击动作冒险游戏，于2019年E3游戏展上正式公布，并在两次延期后于2021年9月14日在Microsoft Windows和PlayStation 5平台发行。在2020年，微软收购贝塞斯达母公司ZeniMax Media后，本作成为微软Xbox工作室旗下IP，不过根据协议，本作将维持PlayStation 5一年独占发售期之后再登陆其他主机平台。
在2022年9月15日的「東京電玩展2022」上公佈於同年9月20日登陸Xbox Series X/S及加入Xbox Game Pass。

## 评价
根据汇总媒体Metacritic的统计，《死亡循环》获得了“正面评论为主”的评价。